# Haematobia titillans
Haematobia titillans är en tvåvingeart som först beskrevs av Mario Bezzi 1907.  Haematobia titillans ingår i släktet Haematobia och familjen husflugor. Inga underarter finns listade i Catalogue of Life.